# 趙穆
趙穆（： Jomog，1524年—1606年）堂號橫城，字士敬，號月川，為朝鲜王朝（1392年－1897年）時期的儒學家，儒學泰斗李滉的門生。

## 簡介

### 生平
趙穆在朝鮮中宗十九年（1524年）出生於今庆尚北道安东市。十五歲時入李滉門下，朝鮮明宗七年（1552年）趙穆二十九歲時生員試合格，但他無心於大考，遂全心追隨李滉鑽研儒家經典和性理學，隱居不問世事。
朝鮮宣祖六年（1573年）朝廷評議並列出當代的傑出隱逸之士，趙穆被列為首位。朝廷多次敦請趙穆出仕未被接受，趙穆八十一歲時還被任命為從二品嘉善大夫工曹參判，但未就任，其一生僅在五十三歲與六十五歲時兩度短暫出仕，其餘大部分時間均隱居研究學問。趙穆自十五歲入李滉門下，到李滉去世追隨老師三十餘年，之後持續在陶山書院中授課，繼承與發揚李滉的學說，直到宣祖三十九年（1606年）以八十二歲之壽去世，之後趙穆門生將其著作合集為《月川集》。

### 入祀
趙穆追隨李滉三十餘年，之後在陶山書院授課數十年，後世為感念其超過六十年對儒學的堅持與長期奉獻，光海君七年（1615年）將趙穆入祀陶山書院祠堂「尚德祠」作為從祀。

### 著作
- 《月川集》